# Amphidrina amurensis
Amphidrina amurensis är en fjärilsart som beskrevs av Otto Staudinger 1892. Amphidrina amurensis ingår i släktet Amphidrina och familjen nattflyn. Inga underarter finns listade i Catalogue of Life.